# Bolackare
Bolackare (av ordet bolag, "bolagskarl") kallades de egendomslösa arbetare i Norrlands skogsbygder som arbetade med omväxlande skogshuggning, flottning och sågverksarbete hos olika skogsbolag och flottningsföreningar.
Bolackarna uppstod som kategori under åren efter 1850, då skogsnäringen i Norrland expanderade starkt, och existerade ungefär fram till andra världskriget. De rekryterades främst bland de olika kategorierna av kringvandrande arbetare som för att få arbete sökte sig till Norrland under denna tid. Ofta saknade bolackarna familj och fast bostad, utan levde hela sitt liv i enkla skogskojor och baracker. De gick ofta under namn av typen "Värmlands-Lasse", "Finn-Johan", "Kolbulle-Kalle", och en mytbildning fanns kring många av dem om deras arbetsprestationer, men även om tjuvjakt och hembränning.
Den musik som associeras med bolackarna spelades i skogskojorna, oftast på munspel och durspel, och typiska exempel på deras musik har getts ut på skiva, t.ex. ett album av dragspelaren Knut Nolervik (1921–1982) med titeln "Kolbullsmeten, Perstampa och andra bolackarbitar".